# Алабота (болото)
Алабота́ (каз. Алабота) — болото, бывшее ранее пресным озером, располагается в Карасуском районе Костанайской области Казахстана. Находится примерно в 7 км к северо-западу от села Карасу.
Площадь поверхности озера составляла 37 км². Длина — 9,6 км, наибольшая ширина — 5 км. Длина береговой линии — 29 км. Уровень уреза воды находился на высоте 199 м над уровнем моря.